# Linia kolejowa Valašské Meziříčí – Rožnov pod Radhoštěm
Linia kolejowa Valašské Meziříčí – Rožnov pod Radhoštěm – linia kolejowa w Czechach, biegnąca przez kraje: zliński i morawsko-śląski, od Valašskégo Meziříčí do Rožnova pod Radhoštěm.